# San Mauro Cilento
San Mauro Cilento là một đô thị (comune) thuộc tỉnh Salerno trong vùng Campania của Ý. San Mauro Cilento có diện tích 15 km2, dân số là 1011 người (thời điểm năm 2004).